# Xenops
Genre
Le genre Xenops regroupe trois espèces de passereaux appartenant à la famille des Furnariidae.

## Liste des espèces
D'après la classification de référence (version 14.1, 2024) du Congrès ornithologique international (ordre phylogénique) :
- Xenops tenuirostris – Sittine des rameaux
- Xenops genibarbis – Sittine d'Illiger
- Xenops minutus – Sittine brune
- Xenops rutilans – Sittine striée